# Kraftfahrzeugtechnik
Kraftfahrzeugtechnik: Technische Zeitschrift des Kraftfahrwesens (KFT, en français Ingénierie automobile : revue technique d'ingénierie automobile) est une revue professionnelle mensuelle de la République démocratique allemande sur les développements techniques dans l'industrie automobile.

## Histoire
Le journal succède à Neues Kraftfahrzeug Fachblatt, scindé en 1951 en KFZ Fachblatt (Berlin-Borsigwalde/Mayence : éditeur pour les affaires, les transports et le trafic) et KFT (Verlag Technik, Berlin-Mitte).
L'accent est mis sur les rapports scientifiques issus de la recherche et du développement dans le domaine de la construction automobile, souvent axés sur l'économie. Les véhicules occidentaux ont également été évoqués, à condition qu'il s'agisse de modèles techniquement innovants. Cependant, l'accent était principalement mis sur le développement de la construction automobile en RDA et dans d'autres pays socialistes. Dès les années 1960, les évaluations de véhicules et les instructions d'entretien font également partie de l'éditorial de KFT. Les pages de couverture sont principalement imprimées avec des publicités colorées pour les produits de la RDA. Le contenu de la revue est en noir et blanc, ce qui ne change qu'avec la nouvelle mise en page de juillet 1990. Jusqu'à cette date, elle ne contient également presque aucune publicité. Contrairement au journal automobile allemand Der deutsche Straßenverkehr, populaire et rapidement épuisé, KFT est facile à obtenir. De 1951 à 1989, le prix de la revue reste inchangé à 1 mark.
Avec un design modernisé, le magazine à grand tirage fait face à la transition vers l'économie de marché et est repris par Bauer Verlag. Il trouve des lecteurs dans les Länder occidentaux, cependant il ne survit pas à long terme. En 1999, le magazine a été intégré à Auto Zeitung en tant que section technique. Le dernier numéro est le numéro 16/99.